# أرخيداموس الثاني
أرخيداموس الثاني ملك إسبرطة وكان ابن زيوكسيداموس وحكم بين عامي 476 – 427 ق م وخلف جده ليوتيخيدس بعد أن تم نفيه من إسبرطة، وكان أبوه قد مات قبل جده، ويقال أن برودة أعصابه ورجاحة عقله حفظتا الدولة الإسبرطية من الدمار بعد الزلزال الكبير الذي حدث عام 464 ق م (وقد روى الحادثة ديودورس وبلوتارخ وكيمون)، ولكن هذه القصة يحوم حولها الكثير من الشك.
كان أرخيداموس صديق بريكليس وكان ذا طبيعة حذرة ومعتدلة، وخلال المفاوضات التي سبقت الحرب البيلوبونيسية، حاول ما بوسعه كي يتجنب أو يؤجل النزاع الذي كان محتما، ولكن غلب عليه الفريق المساند للحرب. واحتل أتيكا على رأس القوات البيلوبونيسية في صيف 431 وكذلك أعوام 430، 428، وفي عام 429 قاد الهجمات ضد بلاتايا، وكان موته في الغالب عام 427 ق م ولكن من المؤكد أنه كان قبل صيف 426 حيث نجد ابنه أجيس الثالث على العرش.